# Ferhat Abbas
Ferhat Abbas (arapski: فرحات عباس‎; 24. listopada 1899. – 23. prosinca 1985.), alžirski je političar. Godine 1938. osnovao je Alžirsku narodnu uniju. 1943. i 1945. zatvaran od francuske vlasti.[nedostaje izvor] Godine 1943. objavio je „Manifest alžirskog naroda”, a 1946. Osnovao „Demokratsku uniju Alžirskog manifesta”, čiji je predvodnik bio do 1956. godine. FLN (fr. „Front de libération nationale”), postaje 1956. član Revolucionarnog savjeta; 1958. – 1961. bio predsjednik Privremene vlade Alžirske republike koja se nalazila najprije u Kairu, zatim u Tunisu. Predsjednik Narodne skupštine 1962. – 1963., kada je podnio ostavku.